# Hugoton (Kansas)
Hugoton település az Amerikai Egyesült Államok Kansas államában, Stevens megyében, melynek megyeszékhelye is. Lakosainak száma 3747 fő (2020. április 1.).

## Népesség
A település népességének változása:

| 2010 | 3 904 |
| 2020 | 3 747 |